# Reportrar utan gränser

Rankning av pressfriheten i världen 2022.

Reportrar utan gränser (franska: Reporters sans frontières (RSF)) är en internationell yttrandefrihetsorganisation med sektioner i Frankrike, Tyskland, Spanien, Schweiz, Sverige, Finland och Österrike. Organisationen började som en renodlad journalistorganisation men har, mycket på grund av Internets utbredning, blivit allt vidare i sin definition av pressfrihet. Numera innefattas också medborgarjournalister och andra nätaktivister av organisationens anspråk.
Organisationen bildades 1985 av en ung radiojournalist, Robert Ménard som ville få mer komplett rapportering från avlägsna länder (inte bara om stora katastrofer) samt att arbeta för att få fängslade journalister befriade och att påvisa brott mot pressfriheten och yttrandefriheten. Ménard efterträddes på posten som generalsekreterare av Jean-Francois Juillard. Sedan 2012 är Christophe Deloire generalsekreterare.
Reportrar utan gränsers huvudkontor ligger i Paris, men organisationen har också kontor i London, Washington, Taipei, Tunis, Dakar och Rio de Janeiro, samt på ett 130-tal orter runtom i världen har organisationen rapportörer, som meddelar till generalsekretariatet om brott mot press- och yttrandefriheten. Organisationens sektioner styrs av egna styrelser som samordnar sina aktiviteter och organisationens internationella arbete i ett internationellt råd. 
Den svenska sektionen (RSF Sverige) skapades i november 1994 av DN-reportern Karin Bojs, som var den svenska sektionens ordförande under de fyra första åren. Därefter följde Olof Dahlberg, Alice Petrén, Eva Elmsäter, Gunnel Werner, Jesper Bengtsson, Lotta Schüllerqvist, Jonathan Lundqvist, Erik Halkjaer och Erik Larsson, sedan 2023. I november 2019 firade föreningen 25 år. År 2007 mottog föreningen Dawit Isaak-priset. År 2019 nominerade föreningen den afghanska journalisten Najwa Alimi till den svenska regeringens pris för mänskliga rättigheter, Per Anger-priset. Ett pris hon sedan tog emot i Sverige senare samma år. I dag lever Najwa Alimi i Sverige med sin familj. 
Den svensk-eritreanska journalisten Dawit Isaak, fängslade i Eritrea sedan 2001, och den svensk-kinesiska publicisten Gui Minhai, fängslad i Kina sedan 2015, är hedersmedlemmar i den svenska sektionen. 

## Pressfrihetsindex
Reportrar utan gränsers publicerar årligen en kvalitativ rankning av pressfriheten i 180 olika länder. Den första rankningen genomfördes 2002. Syftet med indexet är att återspegla hur fria enskilda journalister, nyhetsorganisationer och nätmedborgare i olika länder är att praktisera journalistik.

### Metod
Pressfriheten i länderna som ingår i indexet bedöms av organisationen Reportrar utan gränser utifrån ett frågeformulär som besvaras av personer som bor i respektive land. Varje land bedöms enligt en skala från 0 (sämst) till 100 (bäst). Siffran för varje land är en sammanvägning av dels kvantitativ data över våld eller övergrepp mot journalister, dels en sammanvägd kvalitativ bedömning av pressfriheten i respektive land på fem områden:
1. Politisk kontext
2. Lagar och regler
3. Ekonomisk kontext
4. Sociokulturell kontext
5. Säkerhet och trygghet

Frågeformuläret som består av över hundra frågor framställs av Reportrar utan gränser på 24 olika språk. Till sin hjälp i utformningen av frågeformuläret har organisationen en expertpanel bestående av 7 medlemmar. Frågeformuläret besvaras av journalister, korrespondenter, forskare, jurister och mänskliga rättighetsaktivister som valts ut av organisationen. Antalet svar per land varierar från ett i vissa afrikanska länder till som mest 50 i Frankrike.

## RSF Sveriges ordförande
- 1994–1998 Karin Bojs (svenska sektionens första ordförande)[5]
- 1998–2000 Olof Dahlberg
- 2000–2004 Alice Petrén
- 2004–2007 Eva Elmsäter
- 2007–2008 Gunnel Werner
- 2008–2012 Jesper Bengtsson
- 2012–2013 Lotta Schüllerqvist[5] (senare vice ordförande)[6]
- 2013–2019 Jonathan Lundqvist[5]
- 2019–2023 Erik Halkjaer[7] (vice ordförande sedan 2023)
- 2023– Erik Larsson[8]

## Pressfrihetspriset (RSF Sverige)[9]
I Sverige delar Reportrar utan gränser Sverige ut det svenska pressfrihetspriset sen 2003, till modiga och oberoende journalister som genom sitt arbete bidragit till att stärka pressfrihet.
- 2003: Dawit Isaak (Sverige/Eritrea)
- 2004: Nikolaj Posedko (Belarus)
- 2005: Alisher Sidikov (Uzbekistan)
- 2006: Martin Adler (Sverige) & Anna Politkovskaja (Ryssland) postumt
- 2007: Adnan Hassanpour (Iran)
- 2008: Mohammed Omer (Palestina)
- 2009: (Inget pris delades ut)
- 2010: Claudia Julieta Duque (Colombia)
- 2011: Wael Ghonim (Egypten)
- 2012: Malahat Nasibova (Azerbajdzjan)
- 2013: Mesfin Negash (Etiopien), Johan Persson (Sverige) & Martin Schibbye (Sverige)
- 2014: Rimjingang (Nordkorea)
- 2015: Raif Badawi (Saudiarabien)
- 2016: Raqqa is being slaughtered silently (Syrien)
- 2017: Najiba Ayubi (Afghanistan)
- 2018: Lina Chawaf (Syrien)
- 2019: Ismael Bojórquez Perea (Mexiko)
- 2020: Sudanese Journalist Network, (Sudan)
- 2021: Telex.hu, (Ungern)
- 2022: Belarus Association of Journalists (BAJ), (Belarus). Hederspris till Aaron Berhane (Eritrea)
- 2023: Nilufar Hamedi och Elahe Mohammedi (Iran)[11]
- 2024. Rasmus Canbäck[12]

## Priser och utmärkelser (RSF Sverige)
- 2007: Publicistklubbens västra krets Dawit Isaak-pris[13]
- 2018: 100-wattaren, tillsammans med Åkestam Hols NoA, för kampanjen Billboards beyond borders[14]
- 2019: Guldägget, tillsammans med Åkestam Holst NoA, för kampanjen Billboards beyond borders[15]
- 2020: Guldägget, tillsammans med Åkestam Holst NoA, Pressbyrån/ReitanConvenience och Expressen, för kampanjen Om världen inte får se[16]
- 2022: Rotary Stockholm-Skanstulls stipendium till Kurt Perssons minne[17]
- 2022: Magdalena Ribbings Minnesfonds stipendium[18]
- 2022: Stockholms FN:s förenings pris för mänskliga rättigheter[19]
- 2023: Guldägget, tillsammans med Åkestam Holst NoA, för kampanjen Den självcensurerande annonsen[20]